# Gouvernement Schlüter III
Pour les articles homonymes, voir Schlüter.
 (août 2023).
Si vous disposez d'ouvrages ou d'articles de référence ou si vous connaissez des sites web de qualité traitant du thème abordé ici, merci de compléter l'article en donnant les références utiles à sa vérifiabilité et en les liant à la section « Notes et références ».
Royaume de Danemark
Schlüter II Schlüter IV
Le cabinet Poul Schlüter III (Regeringen Poul Schlüter III, en danois) est le gouvernement du royaume de Danemark entre le 3 juin 1988 et le 18 décembre 1990, durant la soixantième législature du Folketing.

## Coalition et historique
Dirigé par le ministre d'État conservateur sortant, Poul Schlüter, il est formé d'une coalition de centre droit entre le Parti populaire conservateur (KF), le Parti libéral (V) et la Gauche radicale (RV), qui disposent ensemble de 67 députés sur 179 au Folketing, soit 37,4 % des sièges. Il bénéficie du soutien du Parti du progrès (FP), des Démocrates du centre (CD) et du Parti populaire chrétien (KFP), qui réunissent 31 sièges. La majorité gouvernementale dispose donc de 98 députés sur 179 au Folketing, soit 54,7 % des sièges.
Il a été formé à la suite des élections législatives anticipées du 10 mai 1988 et succède au cabinet Poul Schlüter II, formé du KF, du V, des CD, du KFP, soutenu par le FP et la RV. La majorité parlementaire ayant remporté les élections législatives anticipées du 12 décembre 1990, elle a formé le cabinet Poul Schlüter IV, dont la RV ne fait pas partie.

## Composition

### Initiale
- Les nouveaux ministres sont indiqués en gras, ceux ayant changé d'attributions en italique.

| Fonction                                                    | Titulaire | Titulaire                                                 | Parti |
| ----------------------------------------------------------- | --------- | --------------------------------------------------------- | ----- |
| Premier ministre                                            |           | Poul Schlüter                                             | KF    |
| Ministre des Affaires étrangères                            |           | Uffe Ellemann-Jensen                                      | V     |
| Ministre des Finances                                       |           | Palle Simonsen                                            | KF    |
| Ministre de l'Économie                                      |           | Niels Helveg Petersen                                     | RV    |
| Ministre de la Fiscalité                                    |           | Anders Fogh Rasmussen                                     | V     |
| Ministre de la Défense                                      |           | Knud Enggaard                                             | V     |
| Ministre de l'Éducation et de la Recherche                  |           | Bertel Haarder                                            | V     |
| Ministre de la Justice                                      |           | Erik Ninn-Hansen (jusqu'au 10/01/1989) Hans Peter Clausen | KF    |
| Ministre de l'Intérieur Ministre de la Coopération nordique |           | Thor Pedersen                                             | V     |
| Ministre de l'Agriculture                                   |           | Laurits Tørnæs                                            | V     |
| Ministre des Affaires ecclésiastiques                       |           | Torben Rechendorff                                        | KF    |
| Ministre du Logement                                        |           | Agnete Laustsen                                           | KF    |
| Ministre de la Pêche                                        |           | Lars P. Gammelgaard                                       | KF    |
| Ministre du Travail                                         |           | Henning Dyremose                                          | KF    |
| Ministre de l'Industrie                                     |           | Nils Wilhjelm                                             | KF    |
| Ministre de l'Énergie                                       |           | Jens Bilgrav-Nielsen                                      | RV    |
| Ministre de la Santé                                        |           | Elsebeth Kock-Petersen                                    | V     |
| Ministre des Transports et des Communications               |           | Hans Peter Clausen                                        | KF    |
| Ministre de l'Environnement                                 |           | Lone Dybkjær                                              | RV    |
| Ministre des Affaires sociales                              |           | Aase Olesen                                               | RV    |
| Ministre de la Culture                                      |           | Ole Vig Jensen                                            | RV    |

### Remaniement du5 octobre 1989
- Les nouveaux ministres sont indiqués en gras, ceux ayant changé d'attributions en italique.

| Fonction                                                    | Titulaire | Titulaire              | Parti |
| ----------------------------------------------------------- | --------- | ---------------------- | ----- |
| Premier ministre                                            |           | Poul Schlüter          | KF    |
| Ministre des Affaires étrangères                            |           | Uffe Ellemann-Jensen   | V     |
| Ministre des Finances                                       |           | Palle Simonsen         | KF    |
| Ministre de l'Économie                                      |           | Niels Helveg Petersen  | RV    |
| Ministre de la Fiscalité                                    |           | Anders Fogh Rasmussen  | V     |
| Ministre de la Défense                                      |           | Knud Enggaard          | V     |
| Ministre de l'Éducation et de la Recherche                  |           | Bertel Haarder         | V     |
| Ministre de la Justice                                      |           | Hans Engell            | KF    |
| Ministre de l'Intérieur Ministre de la Coopération nordique |           | Thor Pedersen          | V     |
| Ministre de l'Agriculture                                   |           | Laurits Tørnæs         | V     |
| Ministre des Affaires ecclésiastiques                       |           | Torben Rechendorff     | KF    |
| Ministre du Logement                                        |           | Agnete Laustsen        | KF    |
| Ministre de la Pêche                                        |           | Kent Kirk              | KF    |
| Ministre du Travail                                         |           | Henning Dyremose       | KF    |
| Ministre de l'Industrie                                     |           | Nils Wilhjelm          | KF    |
| Ministre de l'Énergie                                       |           | Jens Bilgrav-Nielsen   | RV    |
| Ministre de la Santé                                        |           | Elsebeth Kock-Petersen | V     |
| Ministre des Transports et des Communications               |           | Hans Peter Clausen     | KF    |
| Ministre de l'Environnement                                 |           | Lone Dybkjær           | RV    |
| Ministre des Affaires sociales                              |           | Aase Olesen            | RV    |
| Ministre de la Culture                                      |           | Ole Vig Jensen         | RV    |

### Remaniement du30 octobre 1989
- Les nouveaux ministres sont indiqués en gras, ceux ayant changé d'attributions en italique.

| Fonction                                                    | Titulaire | Titulaire                                                  | Parti |
| ----------------------------------------------------------- | --------- | ---------------------------------------------------------- | ----- |
| Premier ministre                                            |           | Poul Schlüter                                              | KF    |
| Ministre des Affaires étrangères                            |           | Uffe Ellemann-Jensen                                       | V     |
| Ministre des Finances                                       |           | Henning Dyremose                                           | KF    |
| Ministre de l'Économie                                      |           | Niels Helveg Petersen                                      | RV    |
| Ministre de la Fiscalité                                    |           | Anders Fogh Rasmussen                                      | V     |
| Ministre de la Défense                                      |           | Knud Enggaard                                              | V     |
| Ministre de l'Éducation et de la Recherche                  |           | Bertel Haarder                                             | V     |
| Ministre de la Justice                                      |           | Hans Engell                                                | KF    |
| Ministre de l'Intérieur Ministre de la Coopération nordique |           | Thor Pedersen                                              | V     |
| Ministre de l'Agriculture                                   |           | Laurits Tørnæs                                             | V     |
| Ministre des Affaires ecclésiastiques et des Communications |           | Torben Rechendorff                                         | KF    |
| Ministre du Logement                                        |           | Agnete Laustsen                                            | KF    |
| Ministre de la Pêche                                        |           | Kent Kirk                                                  | KF    |
| Ministre du Travail                                         |           | Knud Erik Kirkegaard                                       | KF    |
| Ministre de l'Industrie                                     |           | Nils Wilhjelm (jusqu'au 02/12/1989) Anne Birgitte Lundholt | KF    |
| Ministre de l'Énergie                                       |           | Jens Bilgrav-Nielsen                                       | RV    |
| Ministre de la Santé                                        |           | Elsebeth Kock-Petersen (jusqu'au 07/12/1989) Ester Larsen  | V     |
| Ministre des Transports                                     |           | Knud Østergaard                                            | KF    |
| Ministre de l'Environnement                                 |           | Lone Dybkjær                                               | RV    |
| Ministre des Affaires sociales                              |           | Aase Olesen                                                | RV    |
| Ministre de la Culture                                      |           | Ole Vig Jensen                                             | RV    |